# ینگالیشوو
ینگالیشوو (انگلیسی: Yengalyshevo) یک شهرک در شهرستان چیشمینسکی در استان باشقیرستان کشور روسیه است.